# Spinus olivaceus
Spinus olivaceus là một loài chim trong họ Fringillidae.